# لسان المزمار الهجين
لسان المزمار الهجين (الاسم العلمي:Salpiglossis hybrida) هو نوع من النباتات يتبع جنس لسان المزمار من الفصيلة الباذنجانية.